# الجنان (مجلة)
مجلة الجنان كانت مجلة سياسية وأدبية نصف شهرية باللغة العربية أسسها بطرس البستاني في بيروت وكانت نشطة بين عامي 1870 و1886. صدر العدد الأول منه في كانون الثاني 1870. وقد كتب سليم، وهو ابن بطرس معظم محتويات هذه المجلة، والذي أصبح رئيس تحريرها في عام 1871،  ولكنها توقفت عن الظهور في النهاية بسبب الصعوبات المتزايدة للكتابة بحرية في السلطنة العثمانية تحت حكم السلطان عبد الحميد.

## الملف الشخصي
كان موقف مجلة الجنان السياسي عربي قومي. وكانت أول مثال مهم على هذا النوع من الدوريات الأدبية والعلمية التي بدأت تظهر في سبعينيات القرن التاسع عشر باللغة العربية إلى جانب الصحف السياسية المستقلة. وكانت المجلة أيضًا واحدة من أقدم المجلات العربية التي غطت الخيال السردي مثل الروايات والقصص القصيرة. ومن الروايات المتسلسلة في المجلة رواية سليم بطرس التاريخية الهيام في فتوح الشام (1884)، والذي يتعلق بالفتح الإسلامي لبلاد الشام في الفترة من 634 إلى 638.
كانت مجلة الجنان تصدر بالاشتراك فقط، ولم تكن تباع في المكتبات. في المرحلة الأولية، أرسل القراء اشتراكاتهم بالبريد إلى بيروت. وبعد نجاحها، وُظِّف وكلاء محليين لجمع الاشتراكات في المدن، بما في ذلك بغداد والبصرة والقاهرة والإسكندرية وحلب وأسيوط والدار البيضاء والقدس وطنجة ولندن وباريس وبرلين. بعد ثلاث سنوات من انطلاقها، بلغ عدد المشتركين في مجلة الجنان ما يقرب من 1500 مشترك. وكان من بين قراء المجلة أبرز عائلات التجار المسلمين في بيروت. وكان لها قراء كُثر في فلسطين أيضًا.
أعداد مجلة الجنان محفوظة في مكتبة الأقصى بالقدس.